# أنور كالي
أنور كالي (بالهولندية: Anouar Kali)‏ (ولد في 3 يونيو 1991) هو لاعب كرة قدم مغربي يلعب في خط الوسط في فيلم تو تيلبورغ في الدوري الهولندي الممتاز.

## المسيرة الرياضية مع الأندية

### أوتريخت
نشأ في أوترخت، هولندا. كان كالي صديقاً لرودني شنايدر ولعب كرة القدم في الشوارع قبل أن يلعب في مختلف أندية الشباب مثل دوس وأياكس أمستردام وإلينكويجك. لكن كان أوترخت ساعد كالي في بدء مسيرته الاحترافية ووقع أول عقد احترافي له في عام 2010.
لعب كالي أول مباراة له مع أوتريخت في 24 أبريل 2011 حيث دخل بديلاً عن نانا أكواسي أساري في الدقيقة 84 في الفوز 4-2 على فيتيسه آرنهم. لعب كالي مباراتين أخريين في نهاية موسم 2010-2011.
في موسمه الكامل الثاني لعب كالي أول مباراة له في موسم 2011-12 حيث جاء كبديل عن رودني شنايدر في الدقيقة 85 في الفوز 3-1 على رودا في 27 أغسطس 2011. سجل كالي أول هدف في مسيرته الاحترافية في الفوز 6-4 على أياكس أمستردام في 6 نوفمبر 2011 بعد ستة عشر دقيقة من دخوله كبديل. لأدائه العالي تم اختياره أفضل لاعب موهوب في النادي لهذا العام. سرعان ما أصيب كالي بإصابة في الكاحل في أبريل 2012 وغاب عن ثلاث مباريات. لعب كالي 22 مباراة للنادي.
أثبت موسمه الثالث أنه كان بمثابة انفراج لكالي حيث بدأ اللعب في الفريق الأول بانتظام. لكن في بداية الموسم تم طرد كالي بعد البطاقة الصفراء الثانية على الرغم من الأداء الجيد في الفوز 1-0 على آيندهوفن في 16 سبتمبر 2012. سجل كالي هدفه الأول في هذا الموسم في الفوز 3-1 على فيلم تو تيلبورغ في 27 يناير 2013. حصل كالي على البطاقة الصفراء الخامسة لهذا الموسم ضد آيندهوفن في 16 فبراير 2013 مما منحه توقيف عن اللعب لمدة مباراة واحدة. مرة أخرى تم طرد كالي للمرة الثانية هذا الموسم بعد البطاقة الصفراء الثانية في الهزيمة 6-0 من إي زد ألكمار في 14 أبريل 2013. من قبيل الصدفة كالي كان اللاعب 1500 الذي يتلقى البطاقة الحمراء في تاريخ الدوري.
في نهاية موسم 2012-2013 غادر كالي النادي في صيف عام 2013 على صفقة انتقال مجانية للانضمام إلى فريق أقوى. جاء ذلك بعد أن تفاوض النادي على عقد جديد لكالي. ذكرت فوتبال انترناشونال أن كالي وقع عقدًا مما يبقيه حتى عام 2016. ومع ذلك رفض كالي عقدًا جديدًا مع أوترخت. أعرب كالي عن رغبته في الانضمام إلى ناديه السابق أياكس أمستردام. لم يكن مدير كرة القدم في النادي مارك أوفرمارس حريصًا على توقيعه.

### رودا
من المدهش أن كالي وقع عقدًا مدته ثلاث سنوات مع رودا في 27 يونيو 2013. لعب كالي لأول مرة مع رودا في المباراة الافتتاحية للموسم في الخسارة 3-0 من أياكس أمستردام. ثم سجل كالي هدفه الأول للنادي من ركلة جزاء في الخسارة 2-1 من فاينورد.
بعد هبوط رودا أصبح مستقبل كالي غير مؤكد حول محيط عقده. في المجموع لعب كالي تسعة وعشرين مباراة وسجل مرة واحدة في موسمه الوحيد في رودا.

### أوتريخت
بعد هبوط رودا عاد كالي إلى فريقه السابق أوتريخت في 25 يونيو 2014 في صفقة انتقال حر بعد تفعيل بند فسخ العقد عند هبوط رودا. لعب كالي عند عودته إلى أوتريخت في المباراة الافتتاحية للموسم في الخسارة 2-0 من زفوله. ومع ذلك لم تكن فترته الثانية في أوتريخت هي نفسها بعد أن أصيب بتمزق في أوتار الركبة أثناء مباراة ضد ايندهوفن في 26 أكتوبر 2014.
في يناير 2015 قام بلكم زميله في الفريق كرستوفر بيترسون في وجهه خلال التدريبات مما دعا إلى ابتعاد بيترسون للتشافي لمدة 6 أسابيع بسبب كسر في الفك. تم معاقبة كالي أولاً فقط بغرامة وعدم اللعب في عطلة نهاية الأسبوع التالية. لكن في يوم الإثنين أوقف النادي كالي في النهاية لمدة 6 أسابيع. في وقت لاحق ذكر بيترسون أنه قد غفر لكالي لكمه في وجهه.

### العربي
في 13 فبراير 2015 أُعلن أن كالي قد بيع إلى العربي القطري. رحيله ترك العديد من اللاعبين في أوتريخت متفاجئين.

## المسيرة الرياضية مع المنتخب
ولد كالي في هولندا لأبوين من أصل مغربي ومثل منتخب المغرب تحت 23 سنة 4 مرات.